# Troglohyphantes dinaricus
Troglohyphantes dinaricus là một loài nhện trong họ Linyphiidae.
Loài này thuộc chi Troglohyphantes. Troglohyphantes dinaricus được Josef Kratochvíl miêu tả năm 1948.